# Richard Yung
Richard Yung, né le 22 septembre 1947 à Amboise (Indre-et-Loire), est un économiste et homme politique français.

## Biographie
Richard Yung passe tout d'abord sa petite enfance en France à Amboise (sa ville natale). Il quitte ensuite la France pour vivre sa jeunesse loin d'Europe, au Sénégal, au Gabon, en Mauritanie, au Cameroun au gré des mutations de son père, ingénieur géomètre-topographe des colonies, puis à Madagascar, où il fait l'essentiel de sa scolarité au lycée Gallieni de Tananarive, puis deux années de sciences économiques à l'université. De retour à Paris en 1967, il poursuit ses études à l'Institut d'études politiques de Paris et à l'université Panthéon-Sorbonne en sciences économiques.
Il commence sa carrière professionnelle en 1973 comme économiste à la direction du CNRS où il est chargé de la modernisation des budgets et de la gestion des laboratoires. Puis en 1978, il devient secrétaire général de l'Institut national de la propriété industrielle. De 1986 à 1989, il est directeur de l'administration générale de l'Organisation mondiale de la propriété intellectuelle (OMPI) à Genève. En 1990, il s'établit à Munich, où il est directeur de la coopération internationale de l'Office européen des brevets (OEB) durant une quinzaine d'années.
Adhérent au PSU en 1968 puis au Parti socialiste en 1974, il est Premier secrétaire fédéral de la Fédération des Français de l'étranger du Parti socialiste de 1994 à 2003 et membre du Conseil national du PS à partir de 1994.

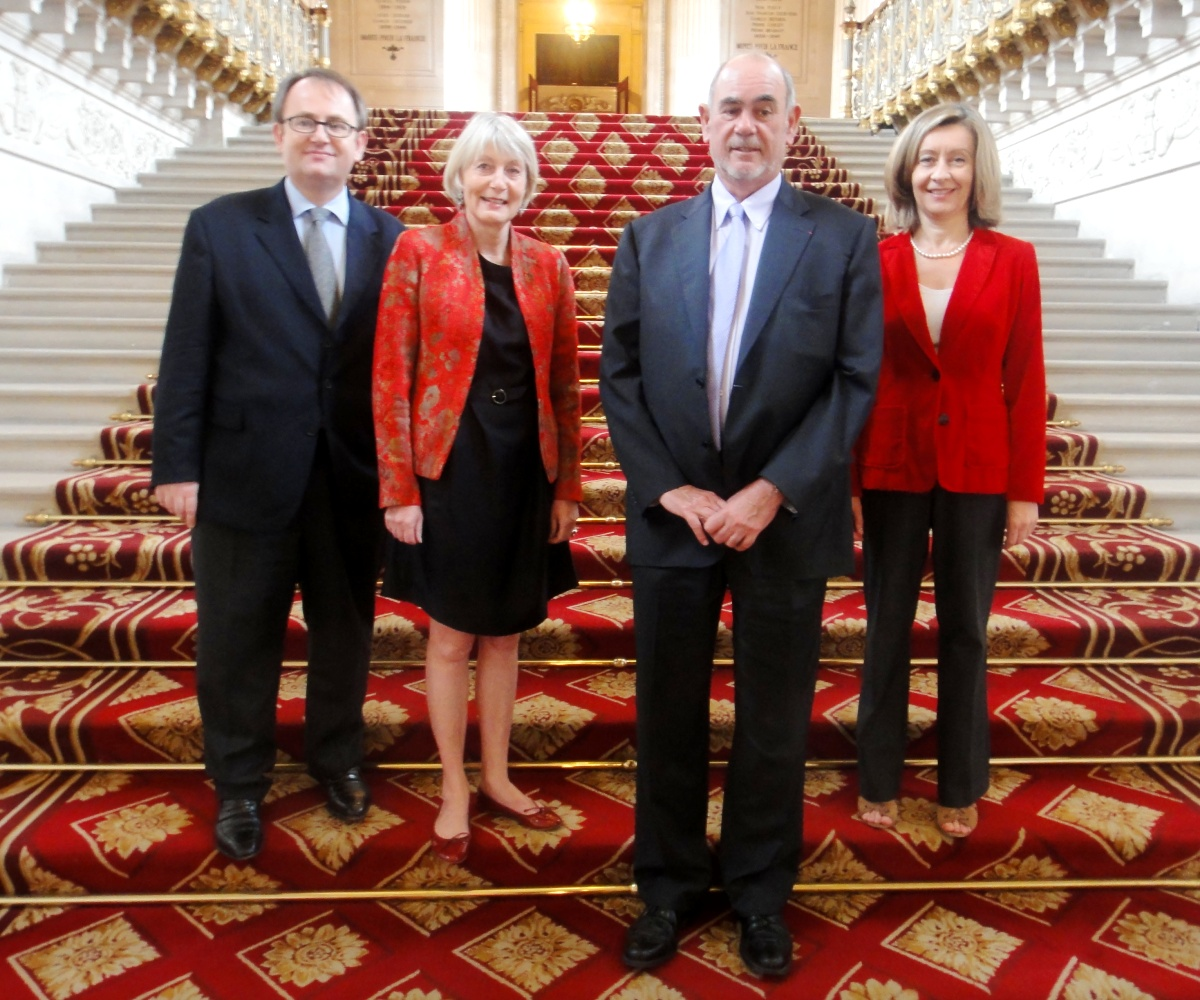
Le sénateur Richard Yung (3e à partir de la gauche) avec le sénateur Jean-Yves Leconte et les sénatrices Claudine Lepage et Hélène Conway-Mouret, le 2011-10-10.

Au Sénat où il est élu pour la première fois en 2004, il est vice-président de la commission des finances, pour laquelle il est rapporteur spécial sur la mission budgétaire Action extérieure de l'État et vice-président de la commission des Affaires européennes. Ses domaines d'intérêts, outre les Français établis hors de France, notamment l'évolution du réseau des établissements scolaires français à l'étranger et le budget de l'AEFE, sont les questions économiques, la propriété intellectuelle, les questions sociales (notamment les droits des homosexuels et la prostitution) et l'immigration. Il est président du groupe France-Madagascar et pays de l'Océan indien.
Il parraine le candidat En marche ! Emmanuel Macron pour l'élection présidentielle 2017.
Adhérent de La République en marche depuis octobre 2016, il quitte le Parti socialiste en juin 2017.

## Activité au Sénat
En 2010, Richard Yung est l'auteur d'une proposition de loi tendant à renforcer la protection des consommateurs par la création d'une action de groupe. Il est aussi l'auteur la même année d'une proposition de résolution relative aux enfants franco-japonais privés de liens avec leur parent français en cas de divorce ou de séparation,. En 2020, il est l'auteur d'une résolution sur le même sujet, portant plus spécifiquement sur les cas d'enfants enlevés par leur parent japonais.
Le 17 juillet 2013, Richard Yung est nommé président du Comité national anti-contrefaçon (CNAC).
En 2014, le Sénat et l'Assemblée nationale adoptent sa proposition de loi renforçant la lutte contre la contrefaçon (renforcement des dédommagements civils accordés aux victimes de contrefaçon, amélioration des conditions de démantèlement des réseaux de contrefaçon, facilitation de l'établissement de la preuve de la contrefaçon, renforcement des capacités d'intervention des douanes, etc.).
Le 22 juillet 2015, il dépose un amendement pour supprimer, au nom du droit des marques, la disposition de la loi Santé instaurant le paquet de cigarettes neutre, préférant s'en tenir à la transposition a minima de la directive européenne sur le sujet, qui prévoit l'accroissement de la taille des avertissements sanitaires sur les paquets. L'amendement est voté avec l'appui des sénateurs LR. La disposition est rétablie par l'Assemblée nationale quelques mois plus tard.